# Stefan Umjenovic
Stefan Umjenovic (* 11. August 1995) ist ein österreichischer Fußballspieler.

## Karriere
Umjenovic begann seine Karriere beim FC Wolfurt, ehe er in die AKA Vorarlberg wechselte. 2012 wechselte er zum Zweitligisten FC Lustenau 07. Sein Profidebüt gab er am 19. Spieltag gegen den SV Grödig. 2013 wechselte er zum SCR Altach. Nachdem er dort zunächst nur in der Regionalligamannschaft eingesetzt worden war, debütierte er im März 2016 in der Bundesliga, als er gegen den Wolfsberger AC in der 54. Minute eingewechselt wurde.
Zur Saison 2017/18 wechselte er zum Zweitligisten Floridsdorfer AC. Nach der Saison 2018/19 verließ er den FAC.
Daraufhin wechselte er im August 2019 nach Finnland zum Erstligisten Kokkolan Palloveikot, bei dem er einen bis Dezember 2019 laufenden Vertrag erhielt. Für KPV kam er zu vier Einsätzen in der Veikkausliiga. Mit dem Verein stieg er zu Saisonende jedoch nach verlorener Relegation gegen Turku PS aus der höchsten finnischen Spielklasse ab. Daraufhin verließ Umjenovic den Verein mit Vertragsende. Daraufhin kehrte er im Jänner 2020 zum FAC zurück. Bis Saisonende kam er zu 13 Zweitligaspielen für die Wiener. Zur Saison 2020/21 wechselte er zum Ligakonkurrenten SV Lafnitz. In drei Jahren in Lafnitz kam er zu 82 Zweitligaeinsätzen, in denen er acht Tore erzielte.
Zur Saison 2023/24 wechselte Umjenovic weiter innerhalb der Liga zum DSV Leoben. Für Leoben kam er insgesamt achtmal zum Einsatz. Im Jänner 2024 verließ er den Verein schon wieder und zog zum Ligakonkurrenten FC Dornbirn 1913 weiter. Für Dornbirn absolvierte er bis Saisonende 15 Zweitligaspiele, den Vorarlbergern wurde aber nach der Saison 2023/24 die Zulassung für die 2. Liga entzogen.
Daraufhin wechselte Umjenovic zur Saison 2024/25 zum Zweitligisten Schwarz-Weiß Bregenz, bei dem er einen bis 2026 laufenden Vertrag erhielt.

## Persönliches
Sein älterer Bruder Aleksandar (* 1991) ist ebenfalls als Fußballspieler aktiv, brachte es bislang jedoch nicht über die österreichische Drittklassigkeit hinaus.